# Звёздная сыпь
«Звёздная сыпь» — рассказ Михаила Булгакова. Впервые опубликован в журнале «Медицинский работник» (№29, 30) в 1926 году. В архиве писателя не сохранился и был неизвестен вдове писателя Е. С. Булгаковой. Найден и в 1981 году опубликован литературоведом Лидией Яновской. В комментарии к рассказу Л. Яновская впервые высказала предположение о его принадлежности к «Запискам юного врача», ставшее вскоре общепринятым.

## Сюжет
К врачу приходит больной с жалобой на боль в горле, которому ставится диагноз — сифилис. Однако он не воспринимает его всерьёз:
Плохо лечит. Молодой. Понимаешь, глотку заложило, а он смотрит, смотрит… то грудь, то живот.
Спустя некоторое время на приём к врачу приходит женщина в слезах: муж приезжал в гости, а потом прислал письмо, в котором упоминал, что болен сифилисом. Первичных признаков у неё не находят, дают указание раз в неделю приходить на осмотры. Женщине повезло: в итоге она оказывается не заболевшей. Однако, она единственная, кто в тех краях серьёзно отнеслась к заболеванию. Большинство пропускают первичную язву, небрежно относятся к лечению. Доктор, изучив книгу с записью приходов больных и их диагнозов, с ужасом обнаруживает, что в районе свирепствует повальная эпидемия сифилиса, от младенцев, до глубоких стариков. Он принимает решение открыть маленький стационар для сифилитиков.

## Герои рассказа
- Доктор-рассказчик
- Акушерка Пелагея Ивановна
- Пациенты